# 기일
기일(忌日)이란 고인이 사망한 날을 말한다. 반의어는 생신이다. 기일에 조상을 기리는 행사를 제례라고 한다. 문묘 제례와 종묘 제례 등이 이에 속하는데, 존경받는 유학자들이나 선대의 왕의 기일에 열리는 행사이다. 가족의 기일에 가족끼리 진행하는 행사는 기제라고 한다. 이 경우 가족들이 떡, 전, 적 등의 음식을 준비하여 상을 차린다.

## 같이 보기
- 국가 애도의 날
- 생일